# Якутск (административно-территориальная единица)
Город республиканского значения Якутск — бывшая административно-территориальная единица в составе Республики Саха (Якутия). Административный центр — город Якутск. Существовала примерно в 1992-2006 гг. Затем, в рамках муниципальной реформы в России эта единица была упразднена и заменена в тех же границах (за исключением выделения округа Жатай в самостоятельную единицу) единицей под названием Городской округ «Город Якутск».
С точки зрения муниципального устройства на территории бывшей единицы «Город республиканского значения Якутск» образованы два городских округа: Якутск и Жатай.

## Состав
| №  | Населённый пункт | Тип   | Население | Административно- территориальная единица ГРЗ Якутск | Муниципальное образование в границах ГРЗ Якутск |
| -- | ---------------- | ----- | --------- | --------------------------------------------------- | ----------------------------------------------- |
| 1  | Владимировка     | село  | ↗158      | Хатасский наслег                                    | городской округ Якутск                          |
| 2  | Жатай            | пгт   | ↗12 541   | посёлок Жатай                                       | городской округ Жатай                           |
| 3  | Капитоновка      | село  | ↘418      | Тулагино-Кильдямский наслег                         | городской округ Якутск                          |
| 4  | Кильдямцы        | село  | ↘291      | Тулагино-Кильдямский наслег                         | городской округ Якутск                          |
| 5  | Маган            | село  | ↗2129     | село Маган                                          | городской округ Якутск                          |
| 6  | Пригородый       | село  | ↗3208     | Хатасский наслег                                    | городской округ Якутск                          |
| 7  | Старая Табага    | село  | ↘616      | село Старая Табага                                  | городской округ Якутск                          |
| 8  | Сырдах           | село  | ↗984      | Тулагино-Кильдямский наслег                         | городской округ Якутск                          |
| 9  | Табага           | село  | ↘2006     | село Табага                                         | городской округ Якутск                          |
| 10 | Тулагино         | село  | ↗2205     | Тулагино-Кильдямский наслег                         | городской округ Якутск                          |
| 11 | Хатассы          | село  | ↗5470     | Хатасский наслег                                    | городской округ Якутск                          |
| 12 | Якутск           | город | ↗372 801  | город Якутск                                        | городской округ Якутск                          |